# Sonate voor viool en piano nr. 2 (Riisager)
Knudåge Riisager voltooide zijn Sonate voor viool en piano nr. 2 in 1924.
Hij schreef het werk in Parijs in 1923, maar bewerkte het in 1924 tot het werk zoals het vanaf dan wordt uitgevoerd. Riisager verbleef in die jaren in Parijs en kreeg lessen van bijvoorbeeld Albert Roussel. Het kreeg als opusnummer 5 mee, maar het wordt ingeschat als ongeveer zijn twintigste werk. Zijn Sonate voor viool en piano nr. 1 uit 1917 kreeg bijvoorbeeld geen opusnummer mee. Het werk zelf werd door Dacapo gezien als een mengeling van de Franse klassieke muziek van die tijd, met een overwicht aan impressionisme, de romantiek en de klassieke muziek van de 20e eeuw. Er werd vergeleken met het werk van Erik Satie, Igor Stravinsky en Sergej Prokofjev (Franse periode).
Het werk kent de klassieke opbouw van de sonate, maar dan zonder de klassieke aanduidingen:
- Fresco con ritmo
- Aequo animo
- Jocoso e risoluto

Violiste Karen Frederica en pianist Max Rytter gaven de première op 17 februari 1925 in Kopenhagen.